# 薄荷蚜
薄荷蚜（学名：Ovatus crataegarius）为常蚜科圓瘤蚜屬下的一个种。